# Dig, Lazarus, Dig!!!
Albums de Nick Cave and the Bad Seeds
The Abattoir Blues Tour
(2007) Push the Sky Away
(2013)
Dig, Lazarus, Dig!!! est le quatorzième album studio du groupe Nick Cave and the Bad Seeds, dernier album en compagnie de Mick Harvey

## Tracklisting
1. Dig, Lazarus, Dig!!![1]
2. Today's Lesson
3. Moonland
4. Night of the Lotus Eaters
5. Albert Goes West
6. We Call Upon the Author
7. Hold on to Yourself
8. Lie Down Here (and Be My Girl)
9. Jesus of the Moon
10. Midnight Man
11. More News from Nowhere

## Formation
- Nick Cave : chant (sur tous les titres), orgue (1, 2, 6, 7), piano (3, 8, 9), tambourin (3, 5, 11), grelots (3, 11), toms (5), harmonica (5), guitare électrique (9), vibraslap (11)
- Mick Harvey : guitare électrique (1, 4, 5, 6, 10, 11), guitare acoustique (2, 5, 7, 8), basse (4, 5), orgue (10)
- Warren Ellis : alto (1, 6, 9, 11), boucle (1, 4, 6, 7, 10, 11), mandoline électrique (2, 3, 4, 7, 8, 9, 10), guitare ténor (3, 5, 8, 10), maracas (3), luth (5), boîte à rythmes (6), piano (8), mandoline (9)
- Martyn P. Casey : basse (1, 2, 3, 6, 7, 8, 9, 10, 11)
- Jim Sclavunos : batterie (1, 2, 3, 5, 6, 7, 10, 11), bongos (1, 5), cencerro (1), congas (3, 4), cuica (3), zils (4), shaker (5), maracas (7), tambourin (8, 9),
- Thomas Wydler : caisse claire (1), shaker (2, 10), tambourin (2, 5, 10), batterie (4, 8, 9), hand drums (7)
- James Johnston : orgue (2, 5, 9), guitare électrique (5)
- Conway Savage

Les chœurs et les claquements de mains sont réalisés par le groupe entier.